# Фокизм
Фоки́зм (исп. foquismo), или тео́рия партиза́нского очага́ (от исп. foco — очаг) — составная часть концепции геваризма, предложенная Эрнесто Геварой как развитие маоистских принципов ведения партизанской войны. Впервые была сформулирована Че Геварой в его выступлении на конференции Трёх континентов в словах: «…создать два, три, много Вьетнамов!». Позднее теорию фокизма разрабатывал французский философ и соратник Гевары Режи Дебре.

## Опыт Кубинской революции
Фокизм, теоретически разработанный Режи Дебре, основывался на опыте Кубинской революции, где маленькая группа из 80 человек, высадившись в декабре 1956 года с «Гранмы», развернула партизанскую войну в горах Сьерра-Маэстра.
После ряда неудач в борьбе с правительством Фидель Кастро решил перейти к созданию очагов партизанской борьбы. Кастро впоследствии писал, что революционеры стали отказываться от организации сил с целью попытаться захватить власть во фронтальном сражении, не обладая при этом подавляющим превосходством своих вооруженных сил. «Тактика, которую мы проповедовали, была направлена на истощение сил тирании».
В течение двух лет плохо вооружённым партизанам (численность которых порой составляла менее 200 человек) удавалось одерживать победы над регулярной армией и полицейскими силами Батисты, количество которых колебалось между 30 и 40 тысячами. В конечном счёте небольшая группа повстанцев взяла под свой контроль Гавану после декабрьской битвы за Санта-Клару в 1958 году.
Че Гевара дал теоретическое обоснование этому принципу «очагов» революции, или партизанской войны (фоко). Суть заключалась в том, что повстанческая армия должна была подтолкнуть народное движение. Силы революционеров сильно уступали правительственным, поэтому ими «был выбран единственно действенный способ борьбы в таких условиях – партизанская борьба и движение на столицу с окраин».
Ошеломляющий успех кубинских партизан придал огромное влияние теории фокизма, ставшей развитием доктрины Мао Цзэдуна о народной войне. В отличие от доктрины классического марксизма фокизм утверждал, что для начала революции совсем не обязательно ждать «вызревания предпосылок» — народного восстания — чтобы перейти к этапу активной вооружённой борьбы. Иными словами, небольшая группа революционеров рассматривалась как достаточное условие для начала революции, поскольку эта группа могла начать вооружённую борьбу, создавая тем самым предпосылки, необходимые для включения народных масс в революцию, в ходе самой борьбы.
Эта теория основной упор делала на понятие авангардизма и моральной ценности личного примера.

## Теория
В своей книге «Партизанская война» Эрнесто Гевара принимал во внимание не ленинскую теорию городского восстания, какое имело место в ходе Октябрьской революции 1917 года, а народное восстание, которое бы укрепилось в сельских районах и свергло диктатуру: партизанский авангард должен был опираться на поддержку населения, не овладевая контролем над государственным аппаратом. По его словам, партизаны должны были быть поддержаны в ходе развития революции народом:

Таким образом, ясно, что партизанская война — это этап, который не дает сам по себе возможности добиться полной победы...
Оригинальный текст (исп.)
Queda bien establecido que la guerra de guerillas es una fase la guerra que no tiene por sí oportunidades de lograr el triunfo...

Че Гевара также добавлял, что данная теория сформулирована для развивающихся стран третьего мира, и партизанам следует искать поддержку как среди крестьян, так и среди рабочих.
«Наличие партизанского очага в горах в странах с крупными городами будет устойчиво подпитывать огонь начинающейся революции», – писал Че Гевара. 
Основные положения Че Гевары по поводу революционной партизанской борьбы заключались в том, что:
1. народные силы могут победить в войне против регулярной армии;
2. повстанческий центр может сам создать все условия для революции;
3. в слаборазвитой Латинской Америке ареной вооружённой борьбы должна стать главным образом сельская местность[6].

При этом Че Гевара считал, что кубинский пример вполне приложим к любой стране континента.
Теория фокизма многое почерпнула из идеологии марксизма-ленинизма, включая уникальное адаптированное сочетание тактики народного фронта с прочими оппозиционными режиму Батисты движениями, соединённой с маоистской стратегией «затяжной народной войны».
Народная социалистическая партия Кубы уклонилась от открытого противостояния режиму Фульхенсио Батисты, и поэтому в геваризме традиционная партия авангарда была заменена партизанской армией.

## Фокизм после Гевары
Поражение и гибель Че в Боливии остудили пыл кубинского руководства по поддержке восстаний фокистского характера на несколько лет, и многие революционные движения раскололись на многочисленные группировки. Однако в середине 70-х годов Куба оказала значительную поддержку партизанам МПЛА, сражающимся в Анголе.
В Аргентине Революционная армия народа, возглавляемая Роберто Сантучо, попыталась создать очаг сельской герильи в провинции Тукуман недалеко от боливийской границы. Попытка провалилась после того, как в период правления Исабель Перон был подписан секретный президентский декрет, предписывающий регулярной армии подавить восстание, не считаясь с жертвами среди мирного населения. В ходе операции «Независимость» генерал Акдель Вилас задействовал более трёх тысяч солдат, включая элитные отряды коммандос. Также посредством тактики государственного террора была уничтожена городская сеть поддержки РАН.

## Центральная Америка
В 1979 г. Сандинистский фронт национального освобождения (СФНО) одержал победу в Никарагуа, в это же время создаются аналогичные движения на Гренаде, в Сальвадоре и Гватемале.